# تام دوپونچل
تام دوپونچل (انگلیسی: Tom Duponchelle؛ زادهٔ ۱۷ ژانویهٔ ۱۹۹۶) بازیکن فوتبال است.
از باشگاه‌هایی که در آن بازی کرده‌است می‌توان به باشگاه فوتبال لو مان اشاره کرد.